# Puig del Moro (Sant Feliu de Codines)
El Puig del Moro és un turó de 619,4 metres d'altitud al terme municipal de Sant Feliu de Codines, a la comarca del Vallès Oriental. És al nord del centre del terme, i del poble de Sant Feliu. És a l'est de la carretera C-59 en el seu punt quilomètric 23,5, al nord-oest de la zona industrial del Pla de la Costa. També queda a l'est del Turó de les Abelles. És a la dreta de la riera de Vallbona i al sud del tram anomenat Sot dels Horts.